# 蓮見孝
蓮見　孝 （はすみ たかし、1948年 - ）は、日本のインダストリアルデザイナー、建築学者。博士（デザイン学）。筑波大学名誉教授。札幌市立大学2代目学長。専門は、デザイン工学。特に、プロダクトデザイン・ソーシャルデザインを研究。神奈川県出身。

## 略歴
1971年、東京教育大学教育学部芸術学科工芸・工業デザイン専攻卒業。1971年、日産自動車に入社。その後同社エクステリアデザイン室代表主担を経て、1991年同社退職。1991年、筑波大学芸術学系専任講師。1993年、筑波大学芸術学系助教授。2000年、筑波大学芸術学系教授。2004年、筑波大学人間総合科学研究科人間総合科学研究科芸術専攻教授。2007年に筑波大学で「参画型デザイニングの研究 : 生業性に着目した地域振興プロジェクトの実践を通して」で博士号取得。その後、筑波大学学長補佐を歴任。2012年から札幌市立大学学長。同理事長。筑波大学名誉教授。

## 著書
- 『マルゲリータ女王のピッツァ　かたちの発想論』筑波出版社、1997年
- 『ポスト「熱い社会」をめざすユニバーサルデザイン　モノ・コト・まちづくり』工業調査会、2004年
- 『地域再生プロデュース　参加型デザイニングの実践と効果』文眞堂、2009年

## 参考
- researchmap
- 蓮見 孝 – 札幌市立大学
- 筑波大学